# Нин-и-Кастельянос, Хоакин
Хоаки́н Нин-и-Кастелья́нос (исп. Joaquín Nin y Castellanos; 29 сентября 1879, Гавана — 24 октября 1949, там же) — кубинский композитор, пианист и музыковед. Отец писательницы Анаис Нин и пианиста Хоакина Нина-Кульмеля.
Учился в Барселоне, затем в парижской Schola Cantorum у Морица Мошковского (фортепиано) и Венсана д’Энди (композиция), затем в 1905—1908 годах преподавал там же, в 1908—1910 годах — в Берлине. Бо́льшую часть жизни провёл во Франции, где был, в частности, дружен с Морисом Равелем, и в Испании. Испытывая значительный интерес, с одной стороны, к испанской национальной музыкальной традиции, а с другой — к музыке XVII—XVIII веков, провёл обширные разыскания в испанских архивах, результатом которых стало воскрешение из почти 200-летнего забвения испанского композитора Антонио Солера, чьи произведения Нин с 1925 года редактировал, публиковал и обильно исполнял. В 1939 году в связи с военно-политическими потрясениями в Европе вернулся на Кубу.
Композиторское наследие Нина невелико, в нём преобладают фортепианные пьесы, довольно виртуозные, окрашенные отчётливым пиренейским колоритом вслед за сочинениями Энрике Гранадоса и Исаака Альбениса, а также влиянием импрессионизма в лице Равеля и Клода Дебюсси, которому Нин посвятил эффектную пьесу «Послание Дебюсси» (исп. Mensaje a Debussy; 1929). Многие произведения Нина носят программно-тематический характер.
Учеником Нина был композитор Эрнесто Лекуона.